# سپرینگساید، ساسکاچوان
سپرینگساید، ساسکاچوان (به انگلیسی: Springside, Saskatchewan) یک منطقهٔ مسکونی در کانادا است که در ساسکاچوان واقع شده‌است. سپرینگساید ۰٫۶۴ کیلومتر مربع مساحت و ۵۲۵ نفر جمعیت دارد.